# Prohydata
Prohydata is een geslacht van vlinders van de familie spanners (Geometridae), uit de onderfamilie Geometrinae.

## Soorten
- P. apicata Schaus, 1901
- P. aurata Dognin, 1910
- P. benepicta Warren, 1909
- P. brunneopicta Warren, 1907
- P. busa Druce, 1892
- P. completa Dognin, 1912
- P. digma Dognin, 1923
- P. exsignata Dognin, 1914
- P. ignita Prout, 1917
- P. latifasciata Warren, 1907
- P. pellucidaria Dognin, 1892
- P. popayanaria Dognin, 1901
- P. povera Schaus, 1901
- P. projiciens Prout, 1910
- P. propinqua Prout, 1910
- P. stigmatica Warren, 1904
- P. subpartita Dognin, 1916
- P. versifusa Prout, 1933
- P. vitrearia Schaus, 1901